# Poserna

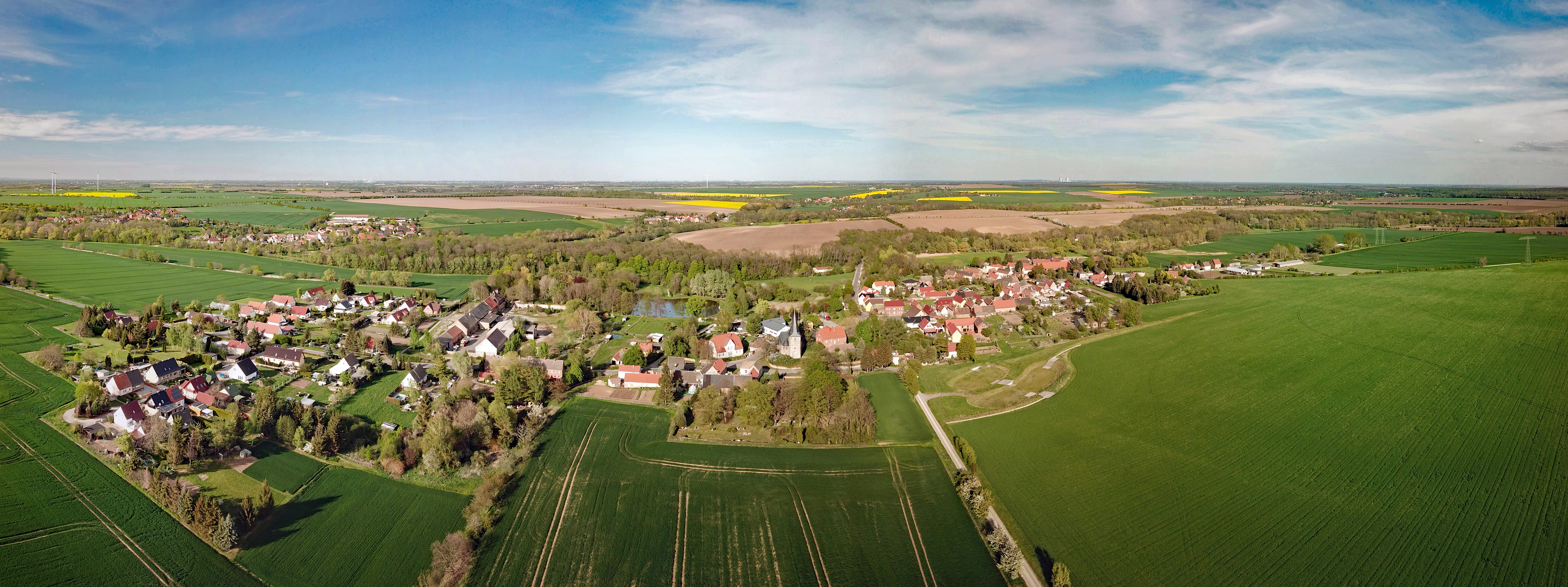
Luftbildpanorama (2019)

Poserna ist ein Ortsteil der Stadt Lützen im Burgenlandkreis in Sachsen-Anhalt.

## Geografie
Der Ort liegt östlich der Stadt Weißenfels nahe an deren Ortsausgang unweit der B 87. Durch den Ort fließt der Bach Rippach.

## Geschichte

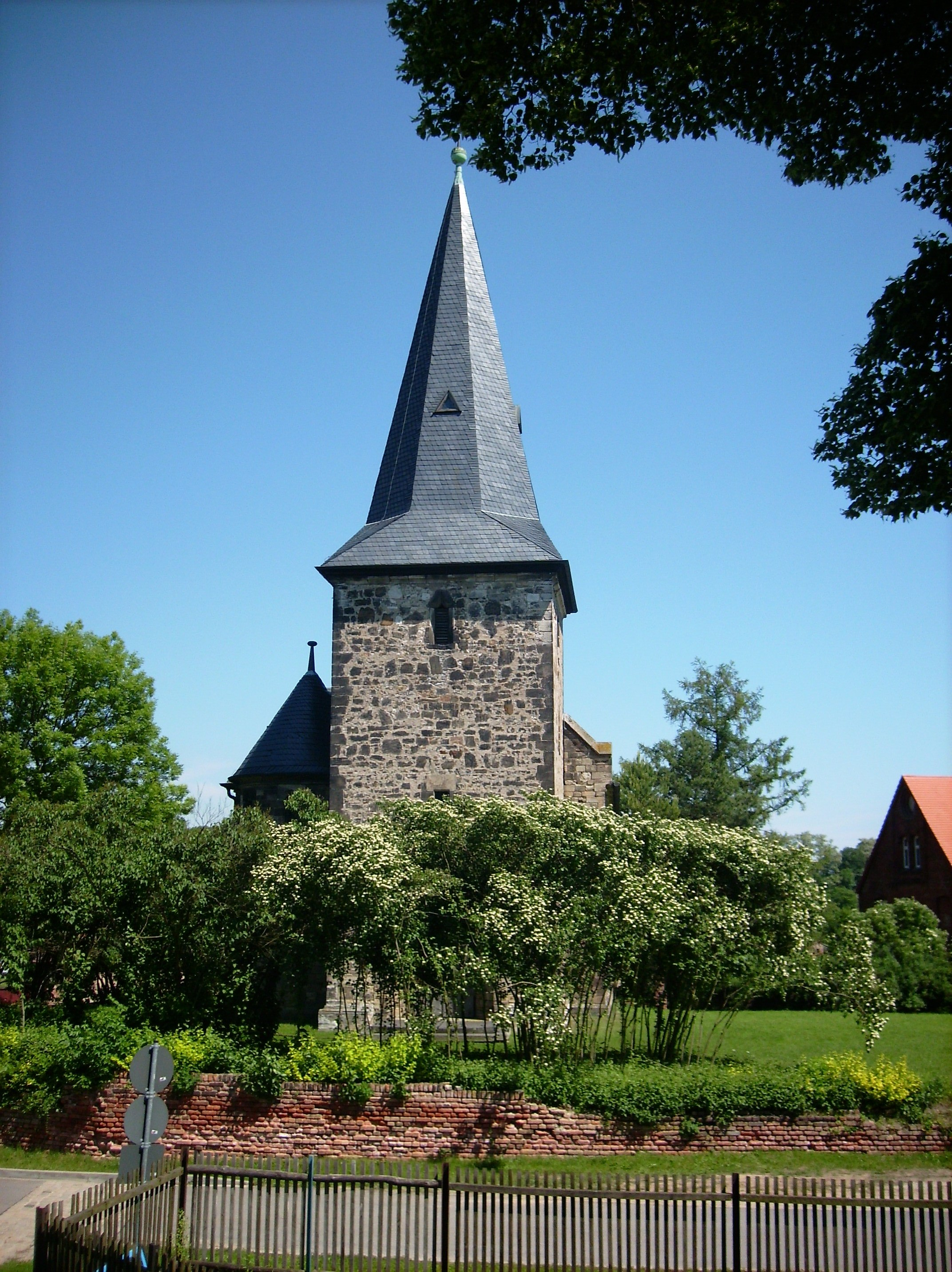
Kirche St. Rupertus (2009)

1161 wurde der Ort als Posidrin erstmals urkundlich erwähnt. Ein Conradus de Poserne tritt urkundlich im Jahre 1283 auf, er ist der Stammvater des bis heute bestehenden Uradelsgeschlechts von Posern, dessen durchgehende Stammreihe 1269 mit Ludolfus de Buzernen, miles beginnt. Auch die Familie von Mangoldt hat hier ihren Ursprung.
1485 wurde der bis heute erhaltene Turm der Dorfkirche errichtet, die dem Heiligen Rupert von Salzburg geweiht ist.
Poserna gehörte bis 1815 zum kursächsischen Amt Weißenfels, das zwischen 1656/57 und 1746 zum Sekundogenitur-Fürstentum Sachsen-Weißenfels gehörte. Juristisch war der Ort teilweise dem Burgwerbener und dem Mölsener Gerichtsstuhl unterstellt.
Durch die Beschlüsse des Wiener Kongresses kam Poserna im Jahr 1815 zu Preußen. Der Ort wurde 1816 dem Kreis Weißenfels im Regierungsbezirk Merseburg der Provinz Sachsen zugeteilt.
In der zweiten Hälfte des 19. Jh. erwarb Carl Adolf Riebeck das Rittergut Poserna von einem Zweig der Familie von Raschau, die es 1776 der Familie von Posern abgekauft hatte. Er stiftete 1882 auch die neue Dorfschule.

1897 wurde das neogotische Kirchenschiff errichtet, dabei wurde auch die Ladegast-Orgel vom Sohn des Erbauers erweitert.

Bei der zweiten Kreisreform in der DDR kam Poserna im Jahr 1952 zum Kreis Hohenmölsen im Bezirk Halle. 1956 erfolgte die Umgliederung in den Kreis Weißenfels, der 1990 wieder zum Landkreis Weißenfels wurde und im Jahr 2007 im Burgenlandkreis aufging.
Am 1. Januar 2010 schlossen sich die bis dahin selbstständigen Gemeinden Poserna, Muschwitz, Großgörschen, Rippach und Starsiedel mit der Stadt Lützen zur neuen Stadt Lützen zusammen.

## Saline Poserna
Östlich von Poserna befinden sich in der Talaue der Rippach einige Solequellen, die bereits seit dem Mittelalter bekannt waren (siehe das Patrozinium). Allerdings verhinderten starke Süßwasserzuflüsse die geregelte Nutzung der Sole. So wurde ein ab 1517 unter Herzog Georg dem Bärtigen unternommener Versuch zur Anlage eines Solebrunnens 1521 erfolglos eingestellt, da es nicht gelang, die Sole rein zu fördern.
Der Salzbedarf Kursachsens belief sich im 16. Jahrhundert auf etwa 4.000 Tonnen pro Jahr, die mangels eigener Solequellen in Sachsen hauptsächlich aus der Saline Halle bezogen wurden. Kurfürst August strebte ab der Mitte des 16. Jahrhunderts die Anlage einer sächsischen Saline an, um sein Land autark mit Salz zu versorgen. Derartige Versuche hatte es in den vergangenen Jahrhunderten u. a. mit der Saline Altensalz bereits mehrfach gegeben. Johannes Rhenanus, der u. a. über die Posernaer Saline schreibt, war nach 1567 auch in Sachsen unterwegs.
1569 wurde eine Nürnberger Gesellschaft wieder in Poserna aktiv, an deren Brunnen sich Kurfürst August 1573 beteiligte. Ab 1577 trieb der Landesherr dann mit großen Aufwand den Ausbau des Salzwerkes Poserna voran. Die Leitung der bergmännischen Arbeiten übernahm der Oberbergmeister Martin Planer. Mit der Anlage der Schächte und dem Bau der Saline waren 20 ständige Tagelöhner und zeitweise 350 Hilfskräfte aus den umliegenden Dörfern beschäftigt. Gleichzeitig begann u. a. die Gießhütte von Georg Schwarz in Hütten mit der Herstellung der Salinenausstattung (Siedepfannen etc.).
Zur Sicherung der Holzzufuhr wurde ab 1578 der Elsterfloßgraben angelegt, der mit Wasser der Weißen Elster gespeist zur Rippach führen und so das Holzflößen bis nach Poserna ermöglichen sollte.

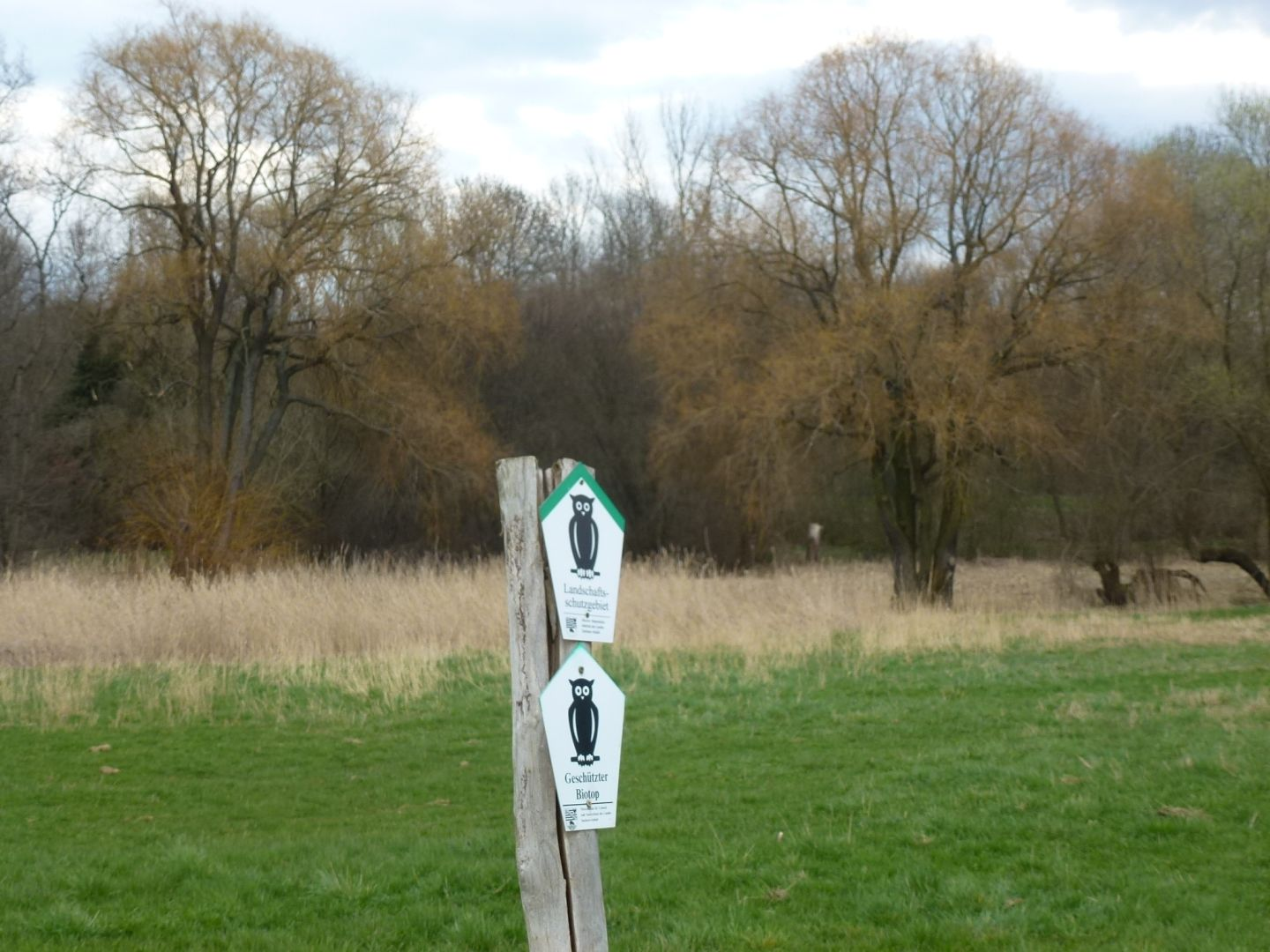
Biotop bei Poserna (2015)

Nach von Kurfürst August selbst angestellten Berechnungen erwartete der Landesherr durch den Salinenbetrieb künftig einen jährlichen Gewinn von reichlich 91.000 Gulden. Bis 1585 wurden in die Saline Poserna über 160.000 Gulden investiert, ohne dass es jedoch zu einer Salzherstellung kam. Dafür erwies sich die Konzentration der Solequelle mit ca. 1,3 % letztlich als zu gering. Die Arbeiten am Salzwerk wurden Anfang 1585 eingestellt und die bereits installierte Ausstattung abtransportiert.
Die Solequelle selbst trat noch bis etwa 1975/1980 an der Oberfläche zu Tage und versiegte dann vermutlich infolge der Grundwasserabsenkungen durch den Braunkohlenbergbau in der Umgebung. Aufgrund des Soleaustritts siedelten sich auf der Wiese im Umfeld seltene salzliebende Pflanzen an, deshalb ist das Areal als Flächennaturdenkmal geschützt.

## Kultur und Sehenswürdigkeiten

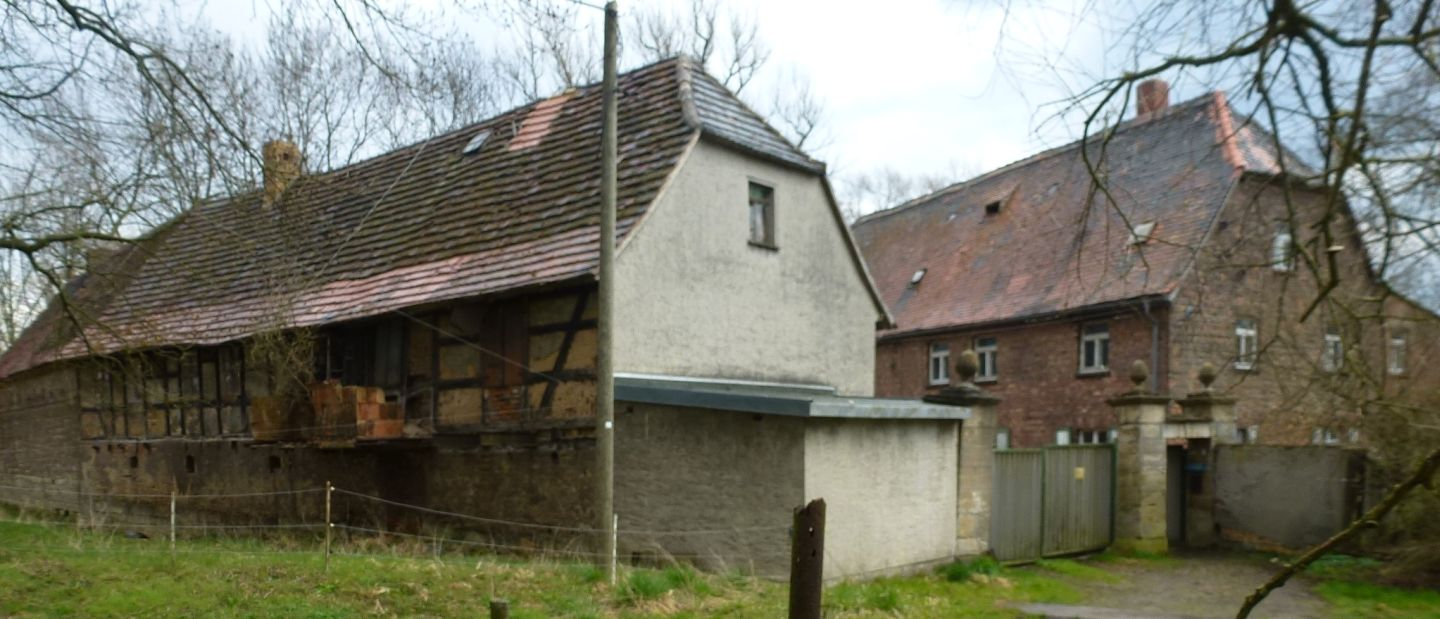
Zeisigmühle (2015)

- Kirche St. Rupertus mit einer Ladegastorgel
- Zwei Mühlenhöfe mit ehemaligen Wassermühlen
  - Dorfstraße 7
  - Dorfstraße 20, Zeisigmühle

Die gesamte Liste der Kulturdenkmale in Poserna findet sich hier.

## Verkehr
Poserna liegt im Gebiet des Mitteldeutschen Verkehrsverbundes. Einige Buslinien der Regionalverkehrsgesellschaft Weißenfels verbinden den Ort vor allem mit der etwa sechs Kilometer entfernten Kreisstadt Weißenfels, wo sich auch der nächste Bahnhof (mit Intercityanschluss und Nahverkehrslinien in mehrere Richtungen) befindet.
Nordöstlich des Ortes verläuft die Bundesstraße 87 Weißenfels–Leipzig. Die nächste Autobahnanschlussstelle ist Weißenfels an der Bundesautobahn 9, etwa sechs Kilometer westlich gelegen. Über die L188 oder L189 besteht eine Zufahrt zur Anschlussstelle Lützen der nördlich gelegenen A 38.
Die Bahnstrecke Großkorbetha–Deuben mit der Haltestelle in Poserna wird seit 1999 nur noch mit Kohlezügen von Großkorbetha bis Wählitz (kurz vor Hohenmölsen) befahren.

## Persönlichkeiten

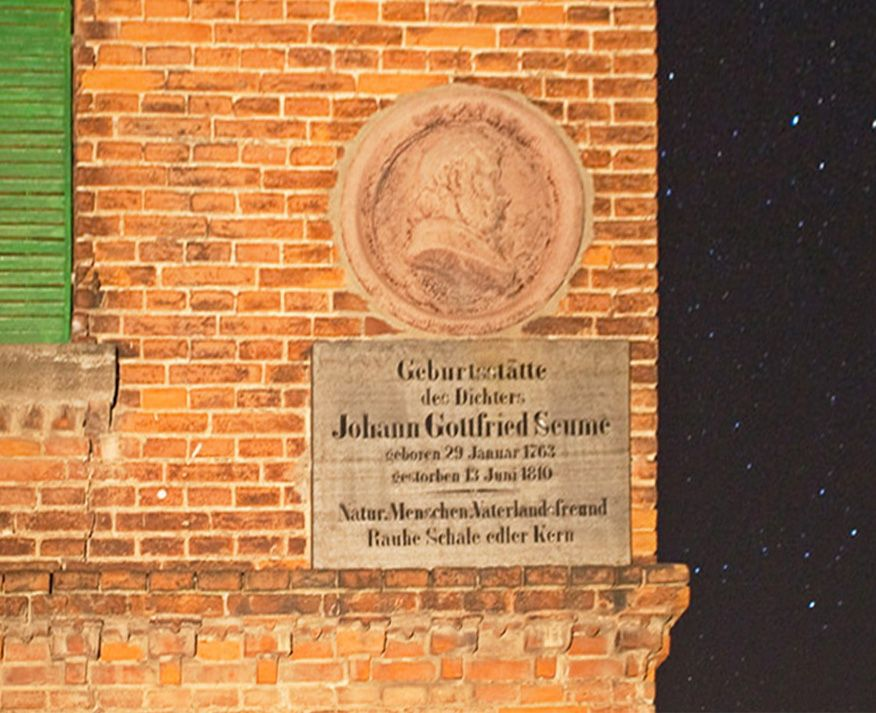
Seume-Gedenktafel am Nachfolgebau des Geburtshauses

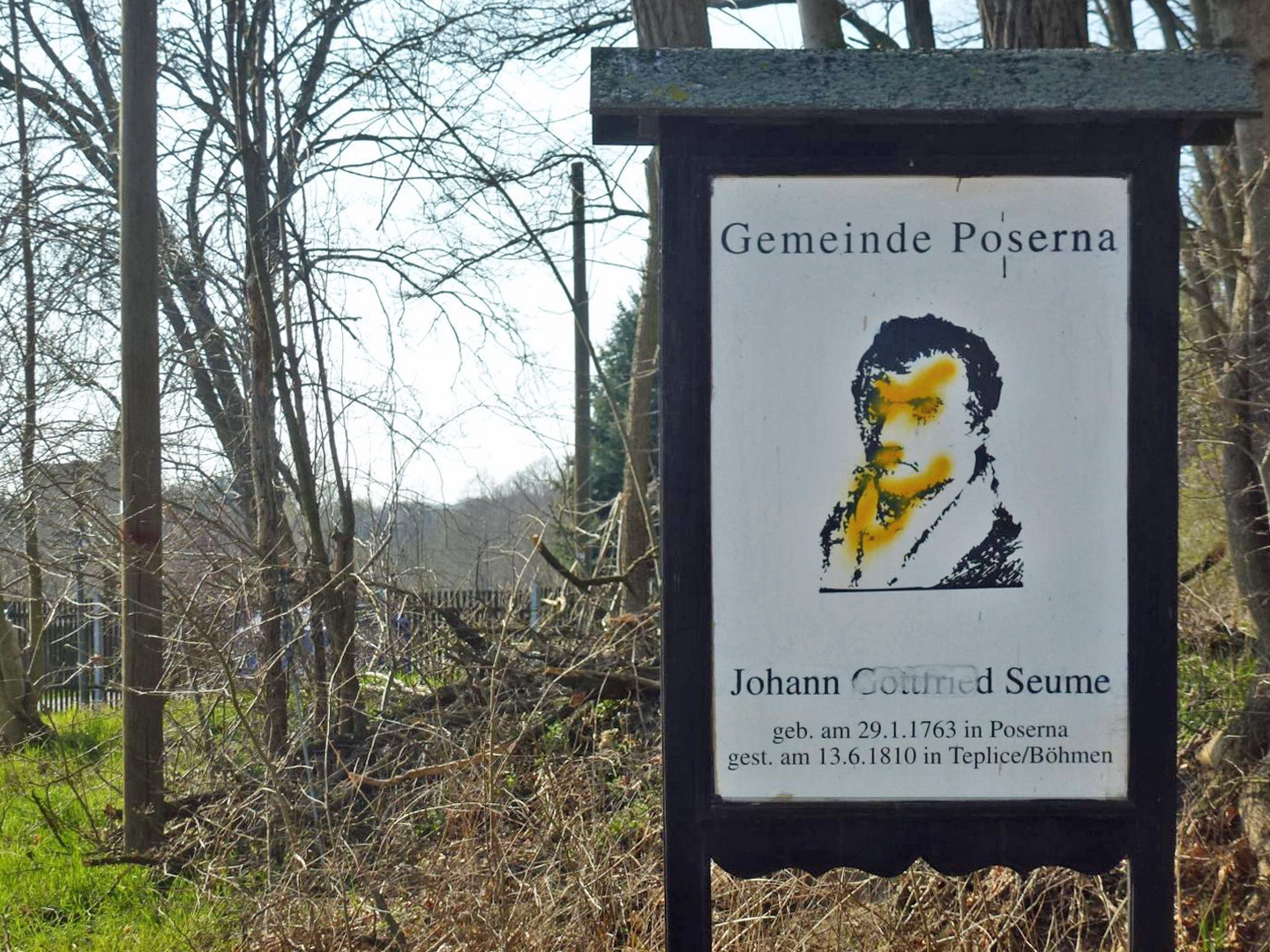
Ortsschild mit Seumeporträt

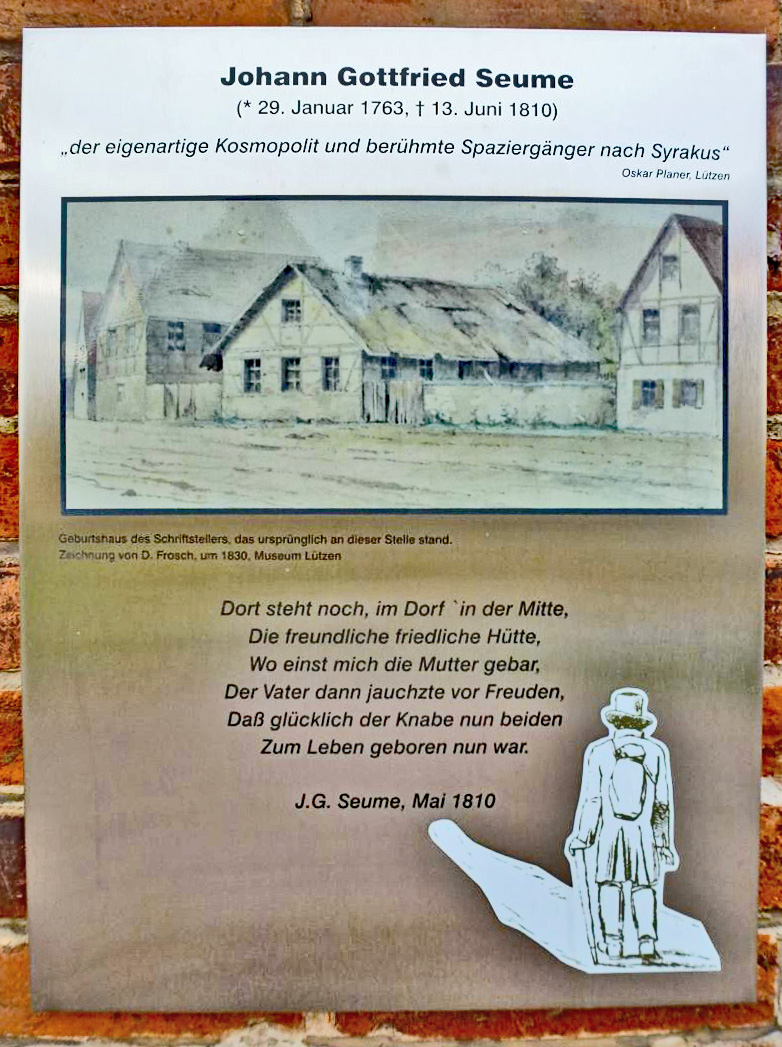
Informationstafel am Nachfolgebau des Geburtshauses

Der wohl berühmteste Einwohner dieses Ortes war der spätere Schriftsteller und Dichter Johann Gottfried Seume (* 29. Januar 1763 in Poserna; † 13. Juni 1810 in Teplitz), der dort auch geboren wurde und seine Kindheit bis zu seinem achten Lebensjahr hier verbrachte. Das Geburtshaus Seumes wurde in den 1840er Jahren abgebrochen. Am Nachfolgebau des Geburtshauses von Seume befindet sich eine steinerne Gedenktafel mit Reliefbild (Tondo) des Dichters. Nähere Informationen zu Leben und Wirken von Seume erhält man in einer ständigen Ausstellung im Schlossmuseum in Lützen.
In Poserna war zudem Johann Georg Tinius (1764–1846) als Pfarrer tätig, der als „Buchtrinker“ in einer modernen literarischen Verarbeitung von Klaas Huizing Eingang gefunden hat. Interessanter noch und vor allem authentischer ist der Roman „Der Büchermörder“ von Detlef Opitz. Opitz schildert mit Kennerschaft und außerordentlichem Sprachreichtum u. a. die Hausdurchsuchung im Pfarrhaus von Poserna und die Verhaftung des Magisters im Jahre 1813. Nicht nur haben Opitz’ Forschungen über Tinius ihn bis in die USA geführt, auch die kleinsten Einträge in den Kirchenbüchern von Poserna zieht der Autor in seine manischen Recherchen ein.